# Église du Sacré-Cœur du Havre
L’église du Sacré-Cœur du Havre est une église paroissiale qui se situe au nord de la ville du Havre et est la propriété du diocèse du Havre.
Dédiée au Sacré-Cœur de l'enfant Jésus, elle a été construite de 1886 à 1887 dans un style régional avec des briques rouges.

## Histoire

### L'église actuelle
L'église du Sacré-Cœur a été construite grâce aux souscriptions auprès des fidèles et surtout par la volonté de l'abbé Beaupel. Curé de Saint-Vincent-de-Paul situé dans le centre-ville du Havre, il acheta un terrain à un fermier des environs pour y construire une église afin de satisfaire la population très croissante venue de la Mare-au-Clerc, la Mare-Rouge et le Bois de Bléville,. C'est l'architecte Émile Bénard, prix de Rome, qui dessine les plans du futur édifice. La construction commença en 1886 et elle fut inaugurée le 13 mars de l'année suivante sous le nom de Notre-Dame-des-Champs. Le clocher quant à lui est terminé en 1887. Une première cloche est mise en service en 1890, suivie de deux autres en 1909. De 1891 à 1893, du mobilier et une stalle en bois sont installés à l'intérieur.
En 1913, le Sacré-Cœur du Havre est affilié à la Basilique du Sacré-Cœur de Montmartre. En 1918, la paroisse a désormais son siège dans cette église qui était auparavant une chapelle de secours.
Au cours de la libération du Havre le 11 septembre 1944, l'église subit des dégâts : l'orgue est incendiée et le belvédère de la tour du clocher pulvérisé par un obus anglais lancé depuis un char pour déloger des Allemands retranchés à l’intérieur de l’édifice et sur le belvédère. Le lance-flammes fait fondre les tuyaux de l'orgue. De nouveaux vitraux furent montés et un dôme surmonté d'une statue du Sacré-Cœur fut construit dans les années 1948 pour remplacer le belvédère auparavant détruit.
L'autel Saint Antoine de Padoue est enlevé en 1970, conséquence du concile de Vatican II qui demande que la messe soit célébrée devant l’assemblée et le chœur est aménagé.
L'église est de nouveau restaurée au début des années 2010, avec la réfaction des vitraux mis en lumière pour la nuit, la restauration de la statue du Sacré-Cœur et la restauration de l'orgue et de la rosace.

### Pèlerinage
À la suite de l’encyclique du pape Léon XIII sur le Sacré-Cœur de Jésus un pèlerinage est mis en place en 1899. On compte 18 000 pèlerins le 28 août 1914 devant l’église du Sacré-Cœur. Ce pèlerinage, patriotique ou de dévotion, prend fin en 1968.

## Description
L'église est principalement construite en briques provenant des briqueteries du quartier de la Mare Rouge et sur un plan en croix latine. Le dôme est en béton armé, la couverture en ardoise.
La description du mobilier mentionne des vitraux de l'atelier rouennais de Jacques Devisme (ca 1950) venus remplacer les verrières fournies à l'origine par la maison ébroïcienne Duhamel-Marette.